# Mazeppa (film 1993)
Mazeppa è un film del 1993 diretto da Bartabas.
Fu presentato in concorso al Festival di Cannes 1993.